# Brandlín (Volfířov)
Brandlín (německy Brandlin) je vesnice, část obce Volfířov v okrese Jindřichův Hradec v Jihočeském kraji. Leží zhruba sedm kilometrů severozápadně od Volfířova v Javořické vrchovině v nadmořské výšce 595 metrů a nachází se v ní 69 domů. V obci je veřejný vodovod a kanalizace. V roce 2011 zde trvale žilo 73 obyvatel.

## Název
Původní jméno vesnice bylo Bradlné odvozené od obecného bradlo. Po převzetí názvu do němčiny bylo jméno přikloněno k podobně znějícímu brand (žár, požár) a dostalo zdrobňující příponu -elîn. Německé Brandelîn bylo pak zpětně přejato do češtiny jako Brandlín. Alois Vojtěch Šembera zpola obnovil tvar Bradlná, který se však neujal.

## Historie
První písemná zmínka o vesnici pochází z roku 1364. V roce 1843 podle záznamů ve vceňovacím operátu žilo v Brandlíně 304 obyvatel ve 48 domech a 73 domácnostech. Desátky byly odváděny faře ve Volfířově a statku Kostelní Vydří. Na sobotní trhy se jezdilo z Brandlína do Dačic. Již v roce 1405 je v pramenech uváděn ve vsi mlýn, v roce 1843 je v obci zmiňován mlynář jako jediný živnostník. Elektrifikace se obec dočkala až v roce 1946, když byla připojena na síť ZME Brno.

### Kronika
Kroniky Brandlína a Velké Lhoty obsahují zápisy o exulantech, kteří kvůli náboženské svobodě uprchli z rekatolizovaných vsí kolem roku 1725. Prokázáno je, že rodina Kudrnova vlastnila v Brandlíně knihovnu zakázaných knih. Útočištěm těchto exulantů se pravděpodobně stala Reca.

## Obyvatelstvo
| Rok            | 1869 | 1880 | 1890 | 1900 | 1910 | 1921 | 1930 | 1950 | 1961 | 1970 | 1980 | 1991 | 2001 | 2011 | 2021 |
| -------------- | ---- | ---- | ---- | ---- | ---- | ---- | ---- | ---- | ---- | ---- | ---- | ---- | ---- | ---- | ---- |
| Počet obyvatel | 347  | 370  | 327  | 309  | 337  | 303  | 273  | 209  | 190  | 159  | 132  | 97   | 86   | 73   | 79   |
| Počet domů     | 59   | 60   | 61   | 60   | 56   | 55   | 56   | 56   | 45   | 41   | 41   | 45   | 46   | 50   | 53   |

## Obecní správa
Při sčítání lidu v letech 1850–1976 Brandlín byl samostatnou obcí, se kterým patřil nejprve do okresu Dačice, ale od roku 1960 v okrese Jindřichův Hradec. Od 30. dubna 1976 je částí obce Volfířov v okrese Jindřichův Hradec.

## Škola
Škola v Brandlíně vznikla v roce 1866 nejprve jako konfesijní škola, která poskytovala vzdělání dětem augšpurského vyznání z okolních evangelických vesnic. Veřejnou jednotřídkou se škola stala o dvanáct let později. V roce 1960 byla škola zrušena a žactvo bylo převedeno do základní školy ve Velké Lhotě.

## Rodáci
- Bohumil Kudrna (1920–1991), kanoista